# Lusotytan
Lusotytan (Lusotitan atalaiensis) – dinozaur z rodziny brachiozaurów (Brachiosauridae).
Żył w epoce późnej jury (ok. 151-146 mln lat temu) na terenach obecnej Europy. Długość ciała ok. 22-25 m, wysokość ok. 10 m, masa ok. 30 t. Jego szczątki znaleziono w Portugalii.
Pierwotnie zaklasyfikowany jako Brachiosaurus atalaiensis (Lapparent & Zbszewski, 1957). W 2003 r. (Antunes & Mateus) uznano go za odrębny rodzaj.